# Râpe à pommes de terre

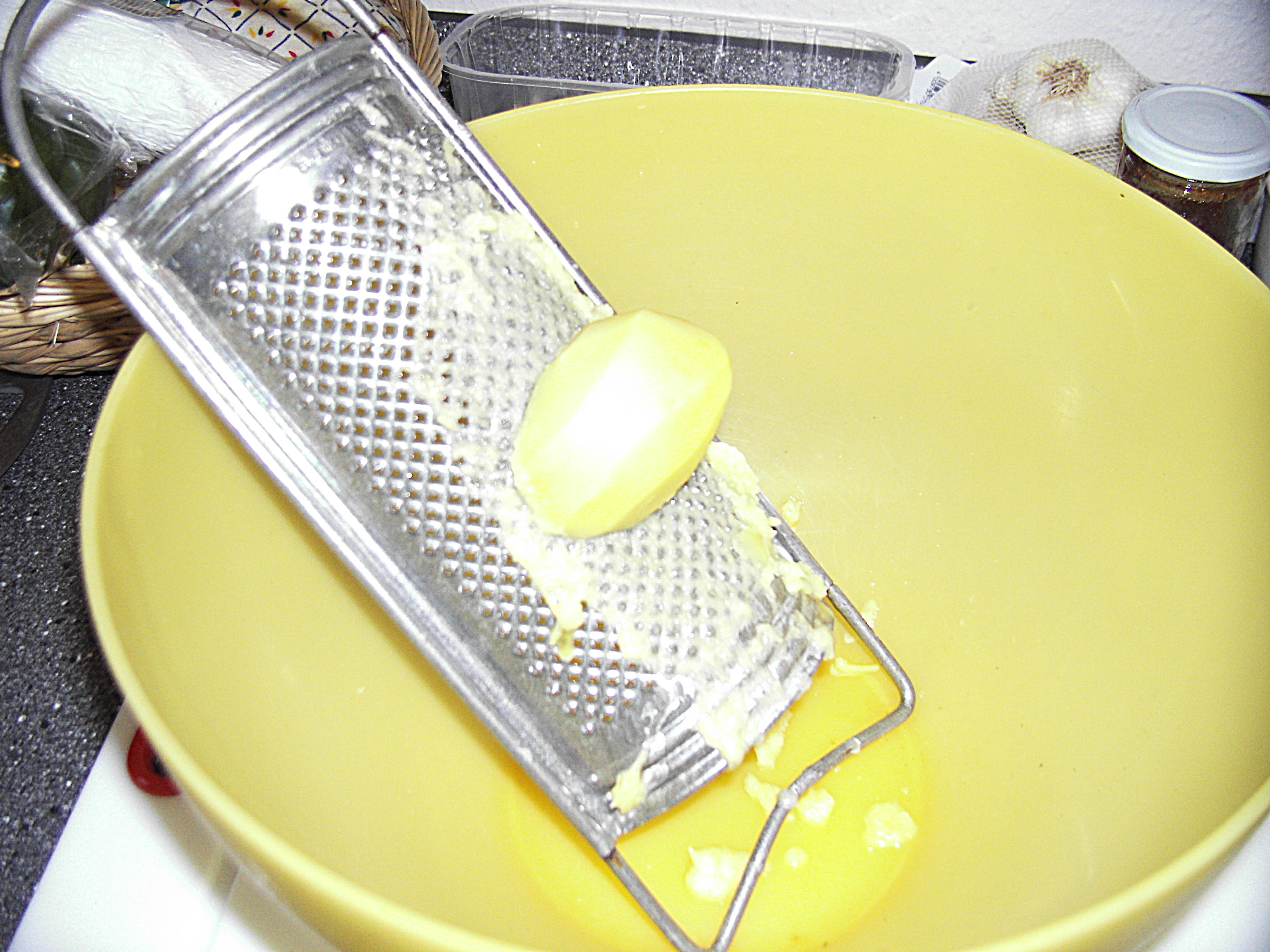
Râpe à pommes de terre.

La râpe à pommes de terre est un ustensile de cuisine de la cuisine régionale des pays d'Europe centrale.
Ce type de râpe est utilisé pour écraser mécaniquement les pommes de terre crues dans la perspective de la préparation des plats tels que les boulettes de pommes de terre ou les galettes de pommes de terre.
Il existe deux types principaux de râpes à pommes de terre, qui résultent de l'évolution des techniques gastronomiques.
Le plus ancien est une sorte de planchette métallique percée de nombreux trous aux arêtes tranchantes contre lesquelles la pomme de terre est pressée dans un mouvement de va-et-vient.
Le modèle le plus sophistiqué est muni d'une manivelle.
Celle-ci permet d'actionner différentes lames rotatives et interchangeables, dotées d'orifices adaptés au travail souhaité (broyage ou découpe) et qui permettent aussi de travailler divers ingrédients, tels que légumes ou fromages.
Une râpe à pommes de terre particulière, constituée d'une sorte de grillage métallique ondulé, est utilisée dans l'est de la France, notamment dans les Vosges — vallées de la Meurthe et du Rabodeau (88) et vallée de la Bruche (67) — pour confectionner la pâte de galettes appelées « vaûtes de râpées ».

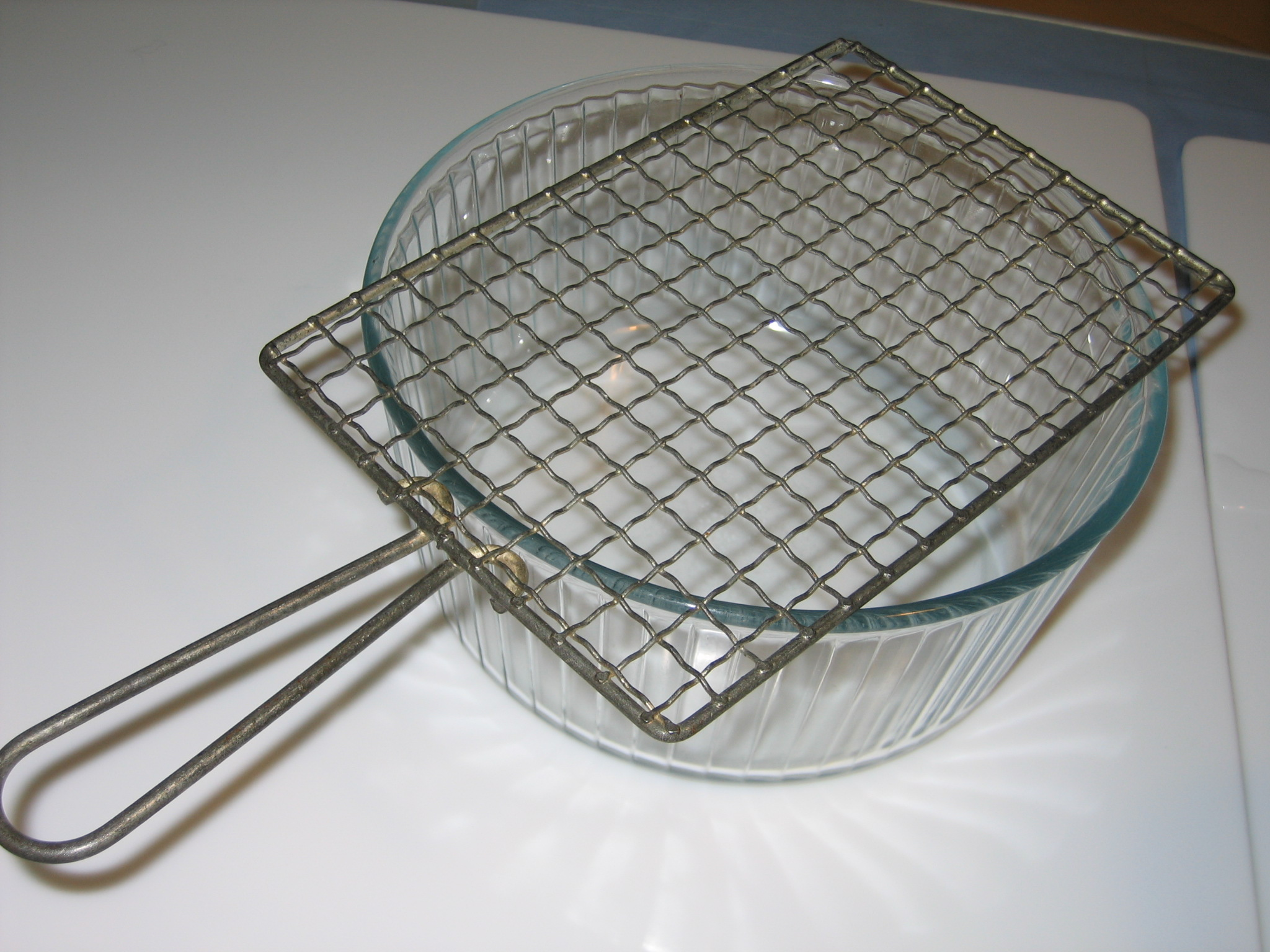
Râpe à pommes de terre utilisée dans les Vosges.